# Tour de Catalogne 1931
Le Tour de Catalogne 1931 est la 13e édition du Tour de Catalogne, une course cycliste par étapes en Espagne. L’épreuve se déroule sur huit étapes entre le 6 et le 13 septembre 1931. Le vainqueur final est l'Espagnol Salvador Cardona, devant son compatriote Mariano Cañardo et l'Italien Aleardo Simoni.

## Étapes
| Étape | Date         | Villes étapes       | km     | Vainqueur d’étape      | Leader du classement général |
| ----- | ------------ | ------------------- | ------ | ---------------------- | ---------------------------- |
| 1     | 6 septembre  | Barcelone - Reus    | 174 km | Salvador Cardona       | Salvador Cardona             |
| 2     | 7 septembre  | Reus - Alcañiz      | 239 km | Mariano Cañardo        | Mariano Cañardo              |
| 3     | 8 septembre  | Alcañiz - Montblanc | 194 km | Salvador Cardona       | Mariano Cañardo              |
| 4     | 9 septembre  | Montblanc - Ripoll  | 226 km | Mariano Cañardo        | Mariano Cañardo              |
| 5     | 10 septembre | Ripoll - Perpinyà   | 170 km | Étape annulée          | Mariano Cañardo              |
| 6     | 11 septembre | Ripoll - Terrassa   | 242 km | Salvador Cardona       | Salvador Cardona             |
| 7     | 12 septembre | Terrassa - Manresa  | 176 km | Ettore Balmamion       | Salvador Cardona             |
| 8     | 13 septembre | Manresa - Barcelone | 134 km | Vicente Cebrián Ferrer | Salvador Cardona             |

### Étape 1 Barcelone - Reus. 174,0 km
|   | Cycliste         | Temps           |
| - | ---------------- | --------------- |
| 1 | Salvador Cardona | 6 h 35 min 07 s |
| 2 | Cipriano Elys    | + 8 s           |
| 3 | Valeriano Riera  | + 13 s          |

|   | Cycliste         | Temps           |
| - | ---------------- | --------------- |
| 1 | Salvador Cardona | 6 h 35 min 07 s |
| 2 | Cipriano Elys    | + 8 s           |
| 3 | Valeriano Riera  | + 13 s          |

### Étape 2. Reus - Alcañiz. 239,0 km
|   | Cycliste           | Temps           |
| - | ------------------ | --------------- |
| 1 | Mariano Cañardo    | 9 h 49 min 10 s |
| 2 | Aristide Cavallini | + 2 s           |
| 3 | Ettore Balmamion   | + 4 s           |

|   | Cycliste           | Temps            |
| - | ------------------ | ---------------- |
| 1 | Mariano Cañardo    | 16 h 24 min 30 s |
| 2 | Aristide Cavallini | + 2 s            |
| 3 | Salvador Cardona   | + 15 s           |

### Étape 3. Alcañiz- Montblanc. 194,0 km
|   | Cycliste           | Temps           |
| - | ------------------ | --------------- |
| 1 | Salvador Cardona   | 7 h 07 min 35 s |
| 2 | Mariano Cañardo    | m.t.            |
| 3 | Aristide Cavallini | + 7 min 32 s    |

|   | Cycliste           | Temps            |
| - | ------------------ | ---------------- |
| 1 | Mariano Cañardo    | 23 h 32 min 05 s |
| 2 | Salvador Cardona   | + 15 s           |
| 3 | Aristide Cavallini | + 7 min 34 s     |

### Étape 4. Montblanc - Ripoll. 224,0 km
|   | Cycliste           | Temps           |
| - | ------------------ | --------------- |
| 1 | Mariano Cañardo    | 9 h 30 min 35 s |
| 2 | Aristide Cavallini | m.t.            |
| 3 | Salvador Cardona   | m.t.            |

|   | Cycliste           | Temps            |
| - | ------------------ | ---------------- |
| 1 | Mariano Cañardo    | 33 h 02 min 40 s |
| 2 | Salvador Cardona   | + 15 s           |
| 3 | Aristide Cavallini | + 7 min 34 s     |

### Étape 5. Ripoll - Perpinyà. 170,0 km
|   | Cycliste           | Temps            |
| - | ------------------ | ---------------- |
| 1 | Mariano Cañardo    | 33 h 02 min 40 s |
| 2 | Salvador Cardona   | + 15 s           |
| 3 | Aristide Cavallini | + 7 min 34 s     |

### Étape 6. Ripoll - Terrassa. 242,0 km
|   | Cycliste              | Temps           |
| - | --------------------- | --------------- |
| 1 | Salvador Cardona      | 8 h 22 min 50 s |
| 2 | Aleardo Simoni        | + 3 s           |
| 3 | José Nicolau Balaguer | + 1 min 57 s    |

|   | Cycliste         | Temps            |
| - | ---------------- | ---------------- |
| 1 | Salvador Cardona | 41 h 25 min 15 s |
| 2 | Mariano Cañardo  | + 52 s           |
| 3 | Aleardo Simoni   | + 8 min 49 s     |

### Étape 7. Terrassa - Manresa. 176,0 km
|   | Cycliste         | Temps           |
| - | ---------------- | --------------- |
| 1 | Ettore Balmamion | 8 h 21 min 46 s |
| 2 | Hermann Müller   | m.t.            |
| 3 | Amulio Viarengo  | m.t.            |

|   | Cycliste         | Temps            |
| - | ---------------- | ---------------- |
| 1 | Salvador Cardona | 49 h 17 min 22 s |
| 2 | Mariano Cañardo  | + 5 min 52 s     |
| 3 | Aleardo Simoni   | + 10 min 49 s    |

### Étape 8. Manresa - Barcelone. 134,0 km
|   | Cycliste               | Temps           |
| - | ---------------------- | --------------- |
| 1 | Vicente Cebrián Ferrer | 5 h 30 min 12 s |
| 2 | Mariano Cañardo        | + 1 s           |
| 3 | Aristide Cavallini     | + 5 s           |

|   | Cycliste         | Temps            |
| - | ---------------- | ---------------- |
| 1 | Salvador Cardona | 54 h 48 min 42 s |
| 2 | Mariano Cañardo  | + 4 min 45 s     |
| 3 | Aleardo Simoni   | + 11 min 14 s    |

## Classement final
| Pos. | Cycliste              | Équipe                      | Temps             |
| ---- | --------------------- | --------------------------- | ----------------- |
| 1    | Salvador Cardona      | Guidon Bayonnais            | 54 h 48 min 42 s  |
| 2    | Mariano Cañardo       | FC Barcelone                | + 4 min 45 s      |
| 3    | Aleardo Simoni        | Ganna                       | + 11 min 14 s     |
| 4    | Aristide Cavallini    | Dei                         | + 18 min 30 s     |
| 5    | José Nicolau Balaguer | Club Deportiu Mallorca      | + 26 min 26 s     |
| 6    | Cipriano Elys         | Guidon Sportif Carcassonais | + 32 min 33 s     |
| 7    | Ettore Balmamion      | Frejus                      | + 49 min 03 s     |
| 8    | Valeriano Riera       |                             | + 51 min 21 s     |
| 9    | Antoni Escuriet       |                             | + 1 h 04 min 55 s |
| 10   | Amulio Viarengo       |                             | + 1 h 05 min 22 s |